# Martín Fernández de Enciso
Martín Fernández de Enciso  (Enciso, hacia 1469 - Sevilla, 1533) fue un jurista, conquistador y geógrafo castellano.

## Trayectoria
Martín Fernández de Enciso nació en la localidad de Enciso, en la Rioja Baja, hacia 1469. La afirmación tradicional de que habría nacido en Sevilla es infundada. Debió de estudiar Derecho, por lo que se llamaba bachiller. En Logroño desempeñó los cargos públicos de alcalde en 1488 y corregidor en 1499. Se casó con Juana de Rebolledo, la cual, al contrario de los Fernández de Enciso, era de familia hidalga. La pareja se avecindó en Calahorra, donde tuvieron tres hijos: Rodrigo de Rebolledo, Juan Fernández de Rebolledo y Catalina de Mendoza. Martín, tras la muerte de su padre en 1500, pleitó por la herencia contra su hermano Diego. También tuvo pleitos por motivos comerciales y uno por injurias graves, que perdió. Fue condenado por ello en 1503 al destierro y a la inhabilitación para ejercer la abogacía.
Pasó a las Indias después de su destierro, en fecha desconocida. La afirmación de que lo hizo en la flota de Nicolás de Ovando de 1502  es infundada. La primera noticia de Enciso en Santo Domingo la dioBartolomé de las Casas, que conoció al bachiller en la isla y afirmó que para 1509 había acumulado una pequeña fortuna de unos 2.000 castellanos "que había ganado a abogar en pleitos".
Enciso accedió a ayudar a Alonso de Ojeda, que estaba preparando una expedición a la provincia de Urabá (Nueva Andalucía, en la actual Colombia), a cambio del cargo de alcalde mayor de la nueva gobernación. Ojeda partió primero pero fue derrotado por los indígenas y terminó huyendo a Cartagena. Enciso llegó entonces al mando de una carabela y un bergantín, con más hombres y provisiones. En la nave de Enciso iba también de polizón un soldado llamado Vasco Núñez de Balboa. Enciso animó a los supervivientes de la expedición de Ojeda a no darse por vencidos y se dirigió con ellos de nuevo a Urabá, donde volvieron a sufrir el hostigamiento de los indios.
Enciso y Vasco Nuñez de Balboa se encontraron en el precario fuerte de San Sebastián de Urabá al mando de Francisco Pizarro, más tarde conquistador del Perú. La resistencia era desesperada y las tropas españolas habían quedado aisladas entre poblaciones hostiles. Enciso quería resistir mientras que Balboa propuso pasar a la otra orilla del golfo, donde los indios eran más amistosos, a Darién. Balboa ganó el favor de los soldados y Enciso perdió el mando. Balboa fundó en 1510 Santa María de la Antigua del Darién, en cuya construcción colaboró Enciso, y se impuso al gobernador de Veragua, Diego de Nicuesa, que reclamaba que la nueva ciudad estaba en su territorio. Las rencillas entre bandos de conquistadores acabaron llevando a Balboa a arrestar a Enciso y confiscar todos sus bienes. Finalmente, por presión de los partidarios de Enciso, aceptó liberarlo con la condición de que embarcase en el primer barco que se dirigiera a España.
Fernández de Enciso regresó así a Europa. En julio de 1512 estaba ya en la Corte en Burgos, donde presentó una lista de los gastos que reclamaba contra Balboa. De allí pasó a Sevilla en 1513, donde la Casa de la Contratación le dio la razón. En 1514, partió de nuevo hacia Tierra Firme, que ahora se llamaba Castilla de Oro, con la gran expedición de Pedrarias Dávila, con el  cargo de alguacil mayor. Capitaneó una de las entradas ordenadas por Dávila, hacia la región de Cenú, donde se creía había oro. Enciso puso en esta ocasión en práctica el Requerimiento, un texto que él mismo había contribuido a redactar y que conminaba a los indígenas a aceptar la fe cristiana y a rendir pleitesía al rey de Castilla. La respuesta que recibió fue que "en lo que decís que no había sino un Dios [...] que les parecía bien y que así debía ser; pero en lo que decía que el Papa era señor de todo el Universo en lugar de Dios y que él había hecho merced de aquella tierra al rey de Castilla, dijeron que el Papa debiera estar borracho cuando lo hizo pues daba lo que no es suyo y que el rey que pedía y tomaba tal merced debía ser algún loco".
En 1515 retornó a España y en junio de 1516 se encontraba en Madrid reclamando de nuevo contra Vasco Núñez de Balboa. Vasco Núñez de Balboa terminó siendo ejecutado por Pedrarias Dávila el 19 de enero de 1521.
Estuvo implicado en las controversias jurídicas sobre los derechos de los indios. En 1526 afirmó que era muy razonable que el Rey Católico exigiera a los indios idólatras que le entregaran sus tierras, "pues se las había dado [al Rey] Dios y el Papa en su nombre". Si los indios se resistían, era lícito declararles la guerra, matarlos y esclavizar a los que no murieran en la batalla, "como lo había hecho Josué" con los habitantes de Canaán.
En 1526 Enciso consiguió de la Corona una capitulación para ir a descubrir, conquistar y poblar la costa entre el golfo de Aljófar y el cabo de la Vela, en la actual Venezuela. Sin embargo, en 1528 la capitulación de Enciso fue anulada por la Corona y la explotación de las tierras venezolanas fue transferida a los banqueros alemanes Welser. Frustrado, Enciso redactó un "memorial de agravios" en el que criticó al Consejo de Indias y al nuevo gobernador de la provincia de Santa Marta, García de Lerma.
En enero de 1529, Enciso aprovechó el paso de Francisco Pizarro por Sevilla para denunciarlo por cuentas pendientes de la época del Darién. Pizarro y su lugarteniente fueron encarcelados hasta que la Corona ordenó liberarlos el 6 de febrero, dejando eso sí sus bienes secuestrados temporalmente. Para 1530 Enciso se encontraba en Sevilla, mal de salud. Falleció en la segunda mitad de 1533. En su testamento legó todos sus bienes a su mujer e hijos y estipuló ser enterrado en el monasterio del Carmen de Sevilla.

## Suma de Geographia
En 1519 Enciso publicó en Sevilla, en la imprenta del alemán Jacobo Cromberger, la Suma de Geographia que trata de todas las partidas y provincias del mundo en especial de las indias, y trata largamente del arte del marear; juntamente con la espera en romance; con el regimiento del sol y del norte; nuevamente hecha.
La obra consta de dos partes. La primera expone la configuración y el funcionamiento del universo (ptolemaico, geocéntrico) y, además, proporciona orientación práctica para la navegación marítima. La segunda parte describe la geografía física y humana del Viejo Mundo y de la parte del Nuevo Mundo que se conocía en Europa por entonces. La Suma fue corregida y reeditada en 1530 y 1546, y la parte geográfica fue traducida al inglés en 1578.
Si bien Enciso afirma en su libro que ha realizado «una figura de una esphera en llano» y se refiere en varias ocasiones a un mapa, ninguna de las ediciones conservadas contiene ningún mapa. Algunos historiadores han supuesto que la publicación de dicho mapa pudo ser prohibida por las autoridades. Sin embargo, el Consejo de Castilla autorizó explícitamente a Enciso en 1518 a publicar su obra incluyendo el mapa que este les había enviado y no existe ninguna prueba documental de que las autoridades censurasen el mapa de Enciso o de que ordenasen eliminarlo una vez publicado. Una explicación alternativa es que el mapa preparado por Enciso fuese demasiado grande y detallado para lo que eran capaces de producir las imprentas de la época, sobre todo en la península Ibérica.

## Descendencia
Su hijo Rodrigo de Rebolledo le sucedió como alguacil mayor de Tierra Firme en 1523 y fue alcalde mayor de Nata por 1538
Catalina de Mendoza pasó a Tierra Firme en 1538;
Juan Fernández de Rebolledo también pasó a Tierra Firme en 1538 junto con su madre y otros familiares. Fue alcalde mayor de Panamá hacia1549.